# Cotxe bomba

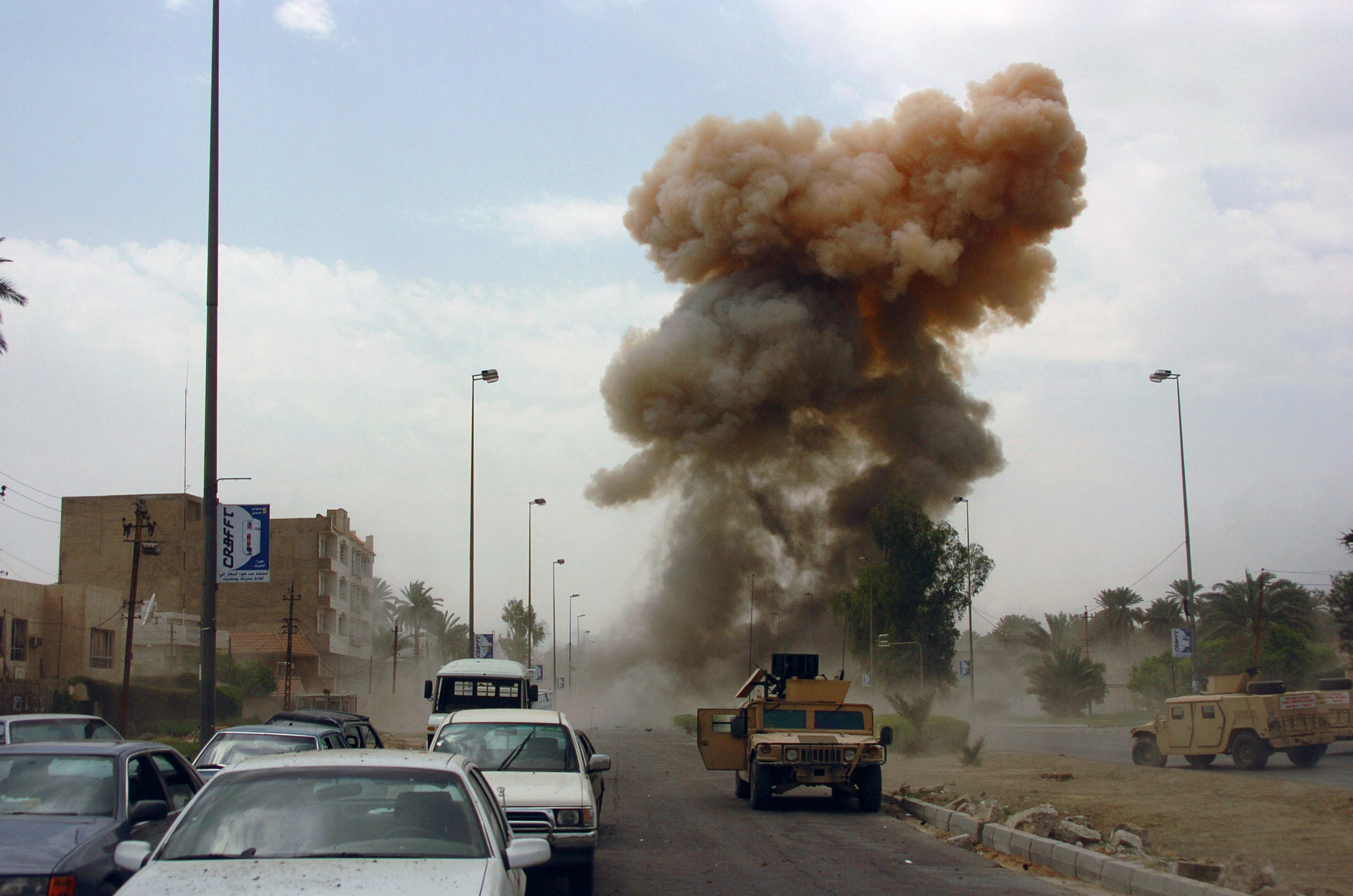
Explosió d'un cotxe bomba a Iraq el 14 d'abril del 2005 (imatge publicada per l'exèrcit estatunidenc)

Un cotxe bomba és la combinació d'un vehicle i explosius que són detonats. Normalment són emprats com a arma per a cometre assassinats, en atacs terroristes o en tàctiques de guerra de guerrilla. La intenció que persegueix és la de causar danys materials o la mort de les persones i estructures al voltant de l'àrea de detonació. Donades les característiques dels vehicles (normalment automòbil) aquest tipus de bomba actua com el seu propi mecanisme d'"entrega" i permet carregar gran quantitat d'explosius. Els cotxes bombes poden ser activats de moltes maneres diferents (mitjançant control remot, amb temporitzadors, en obrir les portes del vehicle o accionar qualsevol dels comandaments...).
El cotxe bomba és una arma d'atac efectiva. Permet transportar gran quantitat d'explosiu en la localització desitjada i, a banda de la potència de la bomba en si, produeix una gran quantitat de metralla que maximitza els efectes destructius.
Defensar-se contra un vehicle bomba implica mantenir els vehicles a una distància de seguretat vers els possibles objectius. Per aquest motiu, és comú que edificis de singularitat tinguin l'accés restringit de vehicles. Per exemple, i arran del possibles atacs de l'IRA, es tanca al trànsit el carrer on s'ubica la residència del primer ministre britànic, 10 Downing Street a Londres.
Donat que aquests artefactes són emprats normalment com a armes de terror per part de grups armats, aquest cerquen objectius més desprotegits i públics, com, per exemple, l'atemptat terrorista d'ETA perpetrat a l'hipermercat Hipercor de l'avinguda Meridiana de Barcelona, el 19 de juny de 1987, on hi perderen la vida 21 persones.
Com tantes altres armes, els cotxes bomba han anat evolucionant durant els anys, tant pel desenvolupament de nous explosius com per la millora de la tecnologia i els mètodes terroristes.
El primer cotxe bomba (com a tal) fou emprat en l'intent d'assassinat del sultà Otomà Abdul Hamid II l'any 1905 a Istanbul, perpetrat per separatistes armenis, sota les ordres de l'anarquista belga Edward Jorris. L'atemptat amb cotxe bomba va ser una part important de la campanya de l'IRA Provisional durant el Conflicte nord-irlandès, on s'atribueix la introducció del cotxe bomba a Dáithí Ó Conaill. En els últims anys, s'ha estès l'ús de vehicles bomba per part de militants suïcides, que proven d'estavellar el vehicle i detonar-lo a la vegada.